# 강태형
강태형(姜汰亨, 1969년 3월 30일 ~ )은 대한민국 경기도의회 의원이다.

## 학력
- 서경대학교 일반대학원 경영학 석사

## 경력
- 제19대 대통령선거 더불어민주당 문재인후보 조직특보
- 더불어민주당 중앙당 부대변인
- 2018.07 ~ 2022.06: 제10대 경기도의회 의원
- 2022.07 ~ : 제11대 경기도의회 의원
  - 제11대 경기도의회 전반기 농정해양위원회 위원
  - 제11대 경기도의회 전반기 윤리특별위원회위원

## 역대 선거 결과
|  | 60.27% |

|  | 55.01% |